# ميدان سوهو

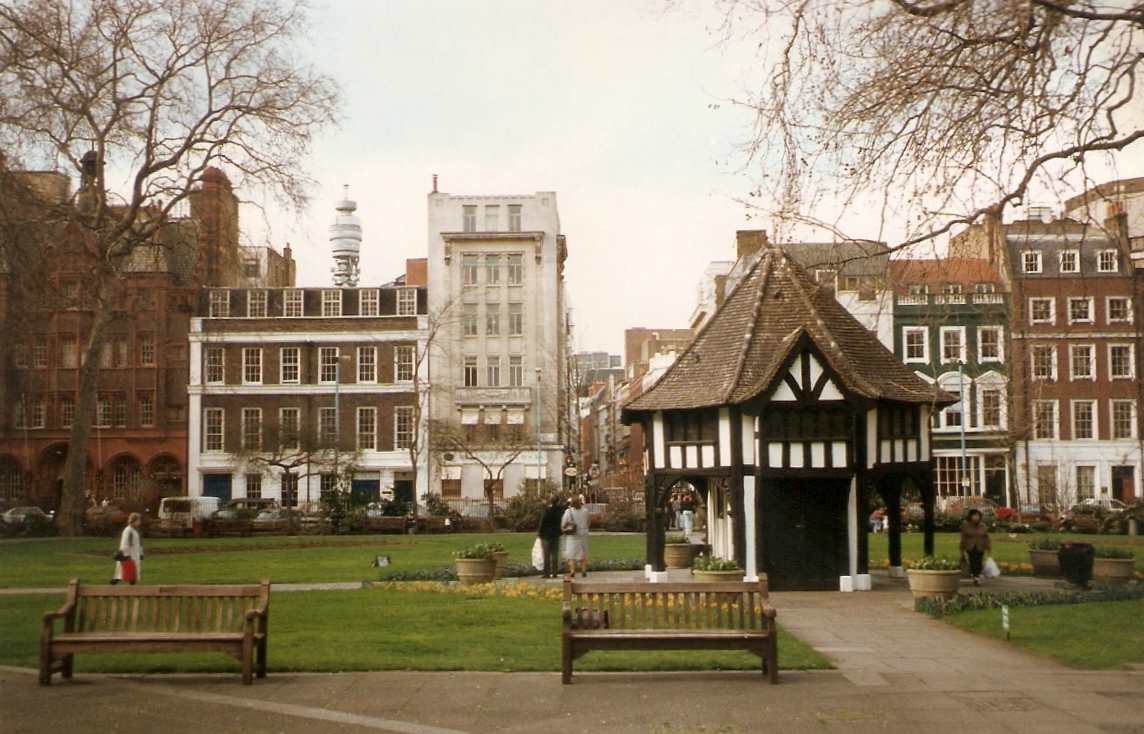
ميدان سوهو في عام 1992

ميدان سوهو (بالإنجليزية: Soho Square)‏ هو ميدان بستاني في سوهو في لندن.
اسمه الأصلي ميدان الملك تيمناً بالملك تشارلز الثاني. ويقوم فيه تمثال تشارلز الثاني منذ تأسيس الميدان عام 1661 (عام واحد بعد إعادة الملكية) فيما عدا السنوات من 1875 إلى 1938، حين أعيد ترميمه.
ويستضيف الميدان في الصيف حفلات موسيقية في الهواء الطلق.